# Creach Beinn (berg i Storbritannien)
Creach Beinn är ett berg i Storbritannien.   Det ligger i kommunen Argyll and Bute och riksdelen Skottland, i den nordvästra delen av landet, 600 km nordväst om huvudstaden London. Toppen på Creach Beinn är 698 meter över havet, eller 550 meter över den omgivande terrängen. Bredden vid basen är 4,9 km. Creach Beinn ligger på ön Inner Hebrides.
Terrängen runt Creach Beinn är huvudsakligen kuperad.Trakten runt Creach Beinn består i huvudsak av gräsmarker.